# The Wind (film)
The Wind è un film western horror statunitense del 2018 diretto da Emma Tammi, al suo debutto come regista.

## Trama
Nel diciannovesimo secolo, in un luogo isolato degli Stati Uniti d'America, Elizabeth e Isaac vivono in completa solitudine ma in armonia, nonostante un aborto spontaneo avuto dalla donna abbia causato un notevole dolore a entrambi. Quando la coppia costituita da Emma e Gideon si trasferisce nell'unico casolare vicino, inizialmente si instaura un buon rapporto di vicinanza; Emma inizia tuttavia a credere che dei demoni con l'aspetto di capre la stiano perseguitando. Tale pensiero non solo conduce la donna alla follia e la rende violenta, ma inizia a insinuare il dubbio anche in Elizabeth, che ritrovandosi davanti a una capra dall'aspetto minaccioso non esita a spararle temendo possa trattarsi di un demone. In seguito all'apparente suicidio di Emma, Elizabeth inizia a sperimentare dei veri e propri eventi paranormali e ritrova un diario segreto di Emma, dal quale scopre che suo marito l'ha tradita proprio con lei. Questo evento genera una notevole tensione nella coppia, alimentata anche dallo scetticismo di Isaac nei confronti delle presenze demoniache.

## Produzione
Il film è stato annunciato per la prima volta nel giugno 2018, occasione in cui è stata resa nota la partecipazione di attori che avevano preso parte in precedenza a pellicole horror molto note come Insidious - L'ultima chiave e Slender Man.

## Promozione
Prima della distribuzione del film, la Midnight Factory ha realizzato un breve videogame atto a promuovere il film.

## Distribuzione
Presentato in anteprima al Toronto Film Festival 2018, il film è approdato nei cinema statunitensi nelle settimane successive.

## Accoglienza
Sull'aggregatore Rotten Tomatoes il film riceve il 81% delle recensioni professionali positive con un voto medio di 6,7 su 10 basato su 70 critiche, mentre su Metacritic ottiene un punteggio di 66 su 100 basato su 14 critiche.